# Aqüeducte de Cal Pla
L'Aqüeducte Cal Pla és una obra de Monistrol de Montserrat (Bages) protegida com a Bé Cultural d'Interès Local.

## Descripció
Obra d'enginyeria que consta de 14 arcs de pedra, desiguals en la llum de 2,30 m. a 2'72 m. Els arcs estan sustentats per pilastres de base rectangular. Destaquen els grans contraforts en les pilastres, que també són desiguals, així com la presencia de tres desaigües. Es pot diferenciar dos trams, formant un angle amb el vèrtex en el molí de Cal Gibert. Una petita cornisa marca l'arrencada dels arcs en els pilars.

## Història
Aquesta construcció està documentada des de principis del segle xvi (1530). Duia l'aigua de la Font Gran als molins d'oli del palau Prioral i de Can Gilbert.